# Giuseppe Pizzardo
Giuseppe Pizzardo (ur. 13 lipca 1877 w Savonie, zm. 1 sierpnia 1970 w Rzymie) – włoski biskup rzymskokatolicki, wysoki urzędnik Kurii Rzymskiej, kardynał.

## Życiorys
Ukończył seminarium w rodzinnym mieście, a następnie Uniwersytet Gregoriański w Rzymie. Tam też 19 września 1903 przyjął święcenia kapłańskie. Kontynuował studia między innymi w dziedzinie dyplomacji. Był sekretarzem nuncjatury bawarskiej i pracownikiem Sekretariatu Stanu. Od 1921 w Kongregacji Nadzwyczajnych Spraw Kościoła, gdzie pełnił funkcje podsekretarza, zastępcy sekretarza (1921), sekretarza (1929). Protonotariusz apostolski od 1927.
28 marca 1930 otrzymał nominację biskupią. Sakry udzielił sekretarz Stanu Stolicy Apostolskiej Eugenio Pacelli, przyszły papież Pius XII. Był następnie przewodniczącym komisji ds. Rosji i od 1936 asystentem Tronu Papieskiego. W 1937 jako delegat papieski uczestniczył w koronacji króla Anglii Jerzego VI. Na konsystorzu w tym samym roku został podniesiony do rangi kardynała. W 1939 mianowany prefektem Kongregacji Seminariów i Uniwersytetów. W 1948 otrzymał tytuł kardynała biskupa Albano. Prorektor Kolegium Północnoamerykańskiego w Rzymie w latach 1948–1970. Sekretarz Kongregacji Świętego Oficjum w latach 1951–1959. Od 1965 wicedziekan Kolegium Kardynalskiego. Zrezygnował z urzędów prefekta w 1968 z powodu zaawansowanego wieku. Zmarł dwa lata później jako najstarszy żyjący kardynał.